# Kosmos 2219
Kosmos 2219, ruski ELINT (radioelektronsko izviđanje) satelit iz programa Kosmos. Vrste je Celina-2 (br. 6L).
Lansiran je 17. studenoga 1992. godine u 7:47 s kozmodroma Bajkonura u Kazahstanu, startnoga kompleksa br. 45L. Lansiran je u nisku orbitu oko planeta Zemlje raketom nosačem Zenit-2 11K77. Orbita mu je 848 km u perigeju i 855 km u apogeju. Orbitna nagiba je 71,01°. Spacetrackov kataloški broj je 22219. COSPARova oznaka je 1992-076-A. Zemlju obilazi za 101,96 minuta. Pri lansiranju bio je mase 6600 kg. 
Tijekom misije otpalo je nekoliko dijelova (poklopaca motora) koji su ostali u orbiti, kao i glavni satelit.

## Vanjske poveznice
- N2YO.com Search Satellite Database
- Celes Trak SATCAT Format Documentation (engl.)